# Sønder Tranders Kirke
Sønder Tranders kirke består af romansk kor og skib, med tre sen-gotiske tilbygninger: Tårn mod vest, sakristi på korets nordside og et våbenhus, der – mod sædvane – er anbragt på tårnets nordside.
Den romanske granit-kvaderbygning hviler på en skrå kantsokkel, og af oprindelige enkeltheder ses den retkantede tilmurede norddør, mens den ligeledes tilmurede syddør er ændret i gotisk tid – antagelig før tårnets opførelse.
Korbuen er i ny tid ophugget og delvis omsat. I sen-gotisk tid indbyggedes i skibet to krydshvælv og i koret et stjernehvælv, og fra samme tid stammer som nævnt tårnet, der har kamtakgavle mod nord/syd, den nordlige med en enkelt spidsbuet blænding, den sydlige opmuret i ny tid.
Det krydshvælvede sakristi står i forbindelse med koret ved en fladbuet, tidligere tilmuret dør. Udvendig på vestmuren er der blevet lavet en indgang til rummet, der førhen blev benyttet som ligkapel. Ved opførelsen af det ny kapel uden for det oprindelige kirkegårdsdige blev rummet igen ledigt, forbindelsen til koret genåbnet, og der blev indrettet et præsteværelse.
Indvendig i en af væggene, er der en lille gemmeniche med jernbeslået låge. Tårn, sakristi og våbenhus er opført af munkesten.

## Inventar
Prædikestolen, et jævnt renaissancearbejde fra omkring år 1600, er karnapformet med yderst naive, skjoldbærende hjørnehermer. Den blev omdannet en del i 1753 og istandsattes 1929.
Det sen-gotiske krucifiks med sidefigurer, anbragt i korbuen, er fra ca. 1525. Ved siden af bemærkes den spændende tavle med navne og årstal på kirkens præster.
Under skibets hvælv hænger en skibsmodel af nyere dato, briggen "Clara" af Køge.
I dag fremtræder kirken som en "perle" i landsbysamfundet Sdr. Tranders.

## Eksterne kilder og henvisninger
- Sønder Tranders Kirke hos KortTilKirken.dk